# Hakujitsumu (film 1964)
Hakujitsumu (lett. "Sogno ad occhi aperti") è un film del 1964 scritto e diretto da Tetsuji Takechi. Tratto dall'omonimo racconto del 1926 di Jun'ichirō Tanizaki, è considerato il capostipite del genere erotico pinku eiga.

## Trama
Chieko Hamuro, recatasi presso uno studio dentistico, viene anestetizzata per potersi sottoporre ad un intervento. Dopo essersi addormentata, la donna inizia a vivere un realistico e disturbante sogno in cui viene inseguita e posseduta da un uomo, il dentista che la stava visitando, che la sottoporrà a torture e umiliazioni di ogni tipo.

## Accoglienza
Il film, il primo nella storia del cinema giapponese a lasciar intravedere i peli pubici femminili, venne distribuito in concomitanza con le Olimpiadi di Tokyo ed ottenne un vasto successo. La pubblicazione del film scandalizzò il governo nipponico, accusandolo di aver fatto una pessima pubblicità al Giappone, in quel momento sotto gli occhi di tutto il mondo per via delle Olimpiadi. La pellicola venne aspramente criticata dalla Japan Dental Association, a causa dei connotati estremamente negativi del personaggio del dentista. Lo stesso Jun'ichirō Tanizaki (autore del soggetto), affermò che con Hakujitsumu, il regista aveva dato inizio al declino del cinema giapponese.

## Remake
Il film ha avuto quattro remake: 
- Chunmong (1965), diretto da Yu Hyun-mok. Di produzione sudcoreana, il film fece molto scandalo e portò all'arresto del regista, reo di aver mostrato nudità (seppur per una sola brevissima sequenza) nel film;
- Hakujitsumu (1981) e Hakujitsumu 2 (1987), entrambi diretti dallo stesso Takechi e interpretati da Kyōko Aizome. Ognuno dei film è stato distribuito in due versioni, una integrale con scene di carattere pornografico e una censurata;
- Hakujitsumu (2009), diretto da Aizome.